# They're Only Chasing Safety
They're Only Chasing Safety is het vierde studioalbum van de Amerikaanse punkband Underoath. Het album werd op 15 juni 2004 uitgebracht en piekte op 22 oktober van datzelfde jaar op een 101ste plaats in de Billboard 200

## Nummers[2]
Alle teksten zijn geschreven door Aaron Gillespie en Spencer Chamberlain, alle muziek is geschreven door Underoath.
| 1.                 | Young and Aspiring                                                             | 3:04 |
| 2.                 | A Boy Brushed Red Living in Black and White                                    | 4:28 |
| 3.                 | The Impact of Reason                                                           | 3:23 |
| 4.                 | Reinventing Your Exit                                                          | 4:22 |
| 5.                 | The Blue Note (instrumentaal)                                                  | 0:51 |
| 6.                 | It's Dangerous Business Walking Out Your Front Door                            | 3:58 |
| 7.                 | Down, Set, Go                                                                  | 3:44 |
| 8.                 | I Don't Feel Very Receptive Today                                              | 3:42 |
| 9.                 | I'm Content with Losing                                                        | 3:55 |
| 10.                | Some Will Seek Forgiveness, Others Escape (featuring Aaron Marsh van Copeland) | 4:21 |
| Totale duur: 35:50 |                                                                                |      |

| 11.                | I've Got Ten Friends and a Crowbar That Says You Ain't Gonna Do Jack (ook op vinyl en Japanese versies) | 5:06 |
| 12.                | The 80's Song                                                                                           | 3:59 |
| 13.                | You're So Intricate                                                                                     | 3:54 |
| 14.                | Smic Tague (instrumentaal)                                                                              | 3:29 |
| Totale duur: 52:18 | |      |